# Dujardin (éditeur)
Pour les articles homonymes, voir Dujardin.
 (février 2025).
Dujardin ou Dujardin SAS est un éditeur de jeux de société, filiale de Jumbodiset basé à Cestas en France depuis juillet 2009. 
La société est principalement connue pour le jeu des 1 000 bornes, créé en 1954 par Arthur Dujardin, alias Edmond Dujardin.

## Présentation
La société Edmond Dujardin était initialement basée à Arcachon, avant de se localiser dans la commune voisine de La Teste-de-Buch à partir de 1972, puis à Cestas en juillet 2009.
Elle a été rachetée en 2007 par TF1 Entreprises et intégrée à TF1 Games.
En février 2010, Dujardin a racheté la société Michel, éditrice du jeu Le Cochon qui rit.
En février 2021, le groupe JumboDiset entre en négociations exclusives avec le Groupe TF1 en vue de l’acquisition des éditeurs de jeu Dujardin et TF1 Games. La cession est finalisée le 15 avril 2021.

## Jeux de société
- L'Autoroute, 1949, Edmond Dujardin
- Autostop, 1951, Edmond Dujardin
- 1000 bornes, 1954, Edmond Dujardin
- L'Autoroute, 1954, Edmond Dujardin
- Crypto 1955, Edmond Dujardin
- Tacotac, 1960
- Twixt, 1962, Alex Randolph
- Rodeo-Kart 1962
- Auteuil, 1963, avec Léon Zitrone Edmond Dujardin
- Reportages 1965 avec Georges de Caunes Edmond Dujardin
- Rafle, 1970
- Le jeu des 1000 francs, 1978 jeu de France Inter avec Lucien Jeunesse
- L'Île aux enfants (Domino&Puzzle) années 1970 émission jeunesse de TF1.
- CQFD (Cartes qu’il faut deviner) 1980
- L'As des As,1983, Max Gerchambeau
- Lucky Luke À la poursuite des Dalton 1984
- Gaston Lagaffe le contrat impossible 1986
- Les Dents de la pub, 1988
- Urgence (Médecins sans frontières) 1988
- Le Jeu du Routard, 1989
- L’Europe 1994
- Babar à Euroland, 1993
- Objectif mer, 1994
- Bonne nuit les petits 1997 série de marionnettes diffusé sur France 2
- Attraction, 1999, Mathieu Rivier (Pion d'Or au Concours de créateurs de jeux de Boulogne Billancourt)
- 7 yaminos 2000
- La Soupe aux lettres, 2001
- Euroland, 2001
- Chaises musicales, 2002
- Jules la Bascule 2002
- Nationale 7, 2002
- Le Jeu du coq, 2005
- Le Jeu de la cigogne 2005
- Arcanor, 2008
- Loto 48 cartons, 2008
- La Soupe aux chiffres, 2009
- Smatch'o Grenouille, 2009
- 1000 bornes électronique, 2010
- Barbapapa - Barbadaboom, 2010
- Le Cochon qui rit encore plus, 2010
- N'oubliez pas les paroles, 2010 jeu de France 2 Présenté par Nagui
- Motus, 2010 jeu de France 2 Présenté par Thierry Beccaro
- Des chiffres et des lettres, 2010 jeu de France 3 Présenté par Laurent Romejko
- Le Juste Prix, 2010 jeu de TF1 présente par Vincent Lagaf
- Le Juste Prix - Version voyage, 2011 jeu de TF1 Présenté par Vincent Lagaf
- Masterchef, 2010 jeu de TF1 Présenté par Carole Rousseau
- Oggy et les Cafards - Frigo Panic, 2010
- Qui veut gagner des millions, 2010 jeu de TF1 Présenté par Jean-Pierre Foucault
- Farwest 1849, 2011, Max Gerchambeau
- Fort Boyard, 2011 jeu de France 2 Présenté par Olivier Minne
- L'École des fans, 2011 jeu de Gulli Présenté par Philippe Risoli
- La Roue de la fortune Disney Interactive Studios, 2011
- Wataï Bleu, 2011
- Wataï Vert, 2011
- Star Wars (Quickfire) 2011
- Les 12 Coups de Midi, 2012 jeu de TF1 Présenté par Jean-Luc Reichmann
- Attention Dragon, 2012
- Diamino, sans dico ni cerveau c’est carrément plus rigolo !, 2012
- Koh-Lanta, 2012 jeu de TF1 Présenté par Denis Brogniart
- Money Drop, 2012 jeu de TF1 Présenté par Laurence Boccolini
- The Voice, la plus belle voix, 2012 jeu de TF1 présenté par Nikos Aliagas
- Wipsy, 2012
- Franklin - mon jeu d'aventure, 2013
- Barbapapa Happy Colory, 2013
- Koakifêlui, 2013
- Vendredi, tout est permis avec Arthur, 2013 jeu de TF1
- Boom Boom Balloon, 2013 (a remporté le Grand Prix du Jouet 2013 dans la catégorie jeux enfants)
- Sneaky le serpent funky, 2013
- Elmer - Les Mots et l'écriture 2013
- Mille Bornes Fun & Speed, 2014
- Au pied du mur ! , septembre 2014 jeu de TF1 Présenté par Jean-Luc Reichmann
- À prendre ou à laisser, novembre 2014 jeu de D8 Présenté par Julien Courbet
- Mon Premier Mille Bornes - En route pour le ZOO septembre 2014
- Mille Bornes Alert ! Septembre 2014
- Mille Bornes Le Grand Classique Plateau nouvelle version septembre 2014
- Vampire Attack septembre 2014
- Chrono Bomb septembre 2014 (a remporté le Grand Prix du Jouet 2014 dans la catégorie jeux enfants)
- Cochon Qui Rit dans son Jabouzzi 2015
- Trésor Dector 2015
- Saute Qui Peut ! 2015
- In ze boite jeu de Gulli 2016 Présenté par Joan Faggianelli
- Chica vampiro série de Gulli 2016
- Power Quest 2016
- Mille Bornes roborative poli 2016
- T'choupi - Le jeu des couleurs 2016
- Bigloo 2016
- Football Challenge 2016
- Lapins Crétins - Bwacalauréat 2016
- Lapins Crétins - Choucroute Berta 2016
- Lapins Crétins - Yakasushi 2016
- The Wall : Face au mur jeu de TF1 Présenté par Christophe Dechavanne 2017
- Vendredi, tout est permis avec Arthur, jeu de TF1 Nouvelle Version 2017
- Chrono bombe Version Nuit 2017
- Mille Bornes Cars 3 2017
- Escapegames 2017
- Mille Bornes Mario Kart 2018
- Hôtel deluxe 2018
- Burger Quiz jeu de TMC présenté par Alain Chabat 2018
- L’embrouilleur 2018
- Le Cochon Qui Rit buzz party 2018
- Magic Aqua Crystals (Studio de création) 2018
- Tybo - Boule de Creation 2018
- Tybo - Creation Ball 2018
- Tybo studio de création 2018
- Ma Fabrique A Gommes Pack M Fast Food 2018
- Ma fabrique de gommes pâtisseries 2018
- Aqua Crystals Pendentifs Petits Animaux Kit Individuel 2018
- Aqua Crystals Kit de Bijoux 2018
- Qui veut gagner des millions jeu de TF1 Présenté par Camille Combal 2019
- Track agency 2019
- Monster buster 2019
- Scratch it : factory 2019
- Scratch it : kit invitations 2019
- Chrono Miraculous 2019
- Extension de l'Escape Game 2019
- Escape game : l'extension experts 2019
- Fabulus potium 2019
- Le Choixpeau Magique (Harry Potter 2019)
- Tu Ris Tu Perds jeu issu de la chaîne YouTube du Youtubeur Aziz Aboudrar 2019
- Miraculous : Les aventures de ladybug et chat noir série animée 2019
- Chrono Bomb version Miraculous : Les aventures de ladybug et chat noir série animée 2019
- Mille Bornes Édition Collector à l'occasion des 65 ans du jeu 2019
- Scratch It 2019
- Scratch It Le Kit Invitation 2019
- Fur Balls Famillies 2019
- Fur Balls Serie 2 2019
- Fur Balls Famillies Snow Pals 2019
- Limite Limite, Limite Limite Limite, Limite Limite Gold, Kantu, Gnôle et Tribunal 2019
- Affaire conclue émission de France 2 Présenté par Sophie Davant 2020
- Les 12 Coups de Midi, jeu de TF1 Présenté par Jean-Luc Reichmann 2020
- Fast and curious séquence du site web Konbini 2020
- #No Filter 2020
- C’est grave docteur 2020
- Mille Bornes Édition green 2020
- Time Machine 2020
- Pacman 2020
- Plant it 2020
- Burger Quiz jeu de TMC présentè par Alain Chabat (nouvelle version) 2021
- Mille Bornes Les Minions 2 : Il était une fois Gru 2021
- Le Temple du feu 2021
- Les Dames Chinoise 2021
- Dystopia 2022
- Suspicous 2022
- The Decades 2022
- Awélé 2022
- Mille bornes La Pat'Patrouille 2022
- Festi park 2022
- 6TH Sense 2022
- Animals Rescue 2022
- Bresk! 2022
- Escape Quests - L'Oeil d'Itzamna 2022
- Escape Quests - la Furie d'Ascalon 2022
- Les Évadés 2022
- Party & Co Original 2022
- Party & Co Family 2022
- Super Challenge Foot RMC 2022
- Magik Pix (XL) 2023
- Magik Pix (Kit Gourmand ) 2023
- Magik Pix (Kit Animaux ) 2023
- Party & Co Disney 2023
- Le Petit Prince 2023
- Initiales 2023
- Fabulus Magix 2023
- Sens Fiction 2023
- Poseidon 2023
- Mille Bornes (prestige spéciale 70 ans) 2024
- Mille Bornes (rush) 2024

### 1000 Bornes
Le jeu 1000 Bornes a été décliné selon plusieurs thèmes : Astérix, Cars 2, Cars 2 Express, Tintin, Tintin Collector. Il est proposé dans diverses qualités : standard, luxe, prestige. Il a fait l'objet de nombreuses variations (Les 1000 Bornes de l’histoire, Les 1000 Bornes de la France, etc.).

### Le Cochon qui rit
Le Cochon qui rit est proposé en boîte pour 2 joueurs, pour 4 joueurs et en version de luxe. Il a lui aussi fait l'objet de variations telles que Le Cochon qui rit en vadrouille, Mon 1er Cochon qui rit.